# A Korean Air Cargo 8509-es járatának balesete
A Korean Air Cargo 8509-es járata 1999. december 22-én szállt fel a londoni Stansted repülőtérről, de néhány perccel azután egy Hatfield Forest nevű falu közelében lezuhant a házaktól távol. A legénység mind a négy tagja életét vesztette.

## A repülőgép
A balesetet szenvedett repülőgép egy teherszállító Boeing 747-2B5F típus volt. A repülőgép 1980. április 4-én lépett a Korean Air flottájába. Lajstromjele HL7451. A repülőgép a balesetig 15 451 járatot teljesített és 83 011 órát repült.

## A baleset előzménye
Az előző legénység arra hívta fel a figyelmet, hogy miután a gép elindult Taskentből, a kapitány hibás adatokat kapott a műhorizonttól, viszont az első tiszté és a tartalék hibátlanul működött. A személyzet Londonban elmondta ott tartózkodó mérnöküknek a hibát, aki megpróbálta azt megjavítani, sikertelenül. A mérnök egy angol karbantartót hívott segítségül. Egy csatlakozó ellenőrzése után megnyomták a „Teszt” gombot, ám az csak a műhorizont működését tesztelte, a tehetetlenségi navigációs rendszer működését nem, ezért azt hitték, sikeres volt a javítás és a műszer működik.

## A személyzet
A legénység élén az 57 éves Park Duk-kyu állt, első tiszt a 33 éves Yoon Ki-sik, a fedélzeti mérnök a 45 éves Kim Il-suk volt. A gépen utazott még a Korean Air mérnöke is (ő nézte meg a repülőgép műhorizont műszerét), aki hazafelé tartott Dél-Koreába.

## A baleset
Már sötét volt, amikor felszálltak a londoni Stansted repülőtérről. Amikor a kapitány balra fordította a kormányt, a műszer nem mutatta helyesen a horizontot. Megszólalt a műhorizontok eltérő jelzésére utaló figyelmeztető hang. Az első tiszt, akinek jó volt a műszere, nem szólt semmit. A fedélzeti mérnök kiáltott, de a kapitány nem válaszolt, és egyre csak fordította a gépet balra. 55 másodperccel a felszállás után, 18:38-kor a repülőgép zuhanni kezdett 250 és 300 csomó közötti sebességgel 40°-os pályán lefelé és 90°-on balra. A gép felrobbant a becsapódáskor, ugyanis 35,4 kg gyúlékony és mérgező folyadékot, továbbá 2,39 kg tömegű pirotechnikai eszközt – katonai repülőgépek katapultrendszeréhez szükséges robbanóanyagot és gyújtózsinórt – szállított.

## A baleset után
A vizsgálat után a brit légiközlekedési baleseteket vizsgáló hivatal ajánlásokat tett a Korean Airnek, hogy vizsgálja felül a pilótaoktatást és a vállalati kultúrát, továbbá hogy segítsék az első tiszt és a kapitány szabad beszélgetését.

## Fordítás
Ez a szócikk részben vagy egészben  a   Korean Air Cargo Flight 8509 című angol Wikipédia-szócikk ezen változatának fordításán alapul.  Az eredeti cikk szerkesztőit annak laptörténete sorolja fel. Ez a jelzés csupán a megfogalmazás eredetét és a szerzői jogokat jelzi, nem szolgál a cikkben szereplő információk forrásmegjelöléseként.